# خبانة
خبانة هي بلدية تابعة لدائرة خبانة ولاية المسيلة. بلغ عدد سكانها 7950 نسمة عام 2008.

## الموقع جغرافي
تقع جنوب مقر الولاية بمسافة 62 كلم وهي مقر دائرة الخبانة  يحدها من الشمال سبخة الحضنة ومن الجنوب بلدية الحوامد وشرقا بلدية امسيف وغربا بلدية المعاريف.